# Parafia św. Stanisława BM w Petersburgu
Parafia św. Stanisława Biskupa i Męczennika w Petersburgu – rzymskokatolicka parafia znajdująca się w Petersburgu, w archidiecezji Matki Bożej w Moskwie w regionie duszpasterskim północno-zachodnim. 
Msze święte odprawiane są również w języku polskim. 

## Historia
Wybudowany w latach 1823-1825 kościół św. Stanisława Biskupa i Męczennika w Petersburgu ufundował arcybiskup mohylewski Stanisław Bohusz Siestrzeńcewicz. W 1830 parafia liczyła 1500 wiernych, w 1855 ponad 5000, a w 1917 sporo ponad 10 000. 
Kościół został zamknięty przez komunistów w latach międzywojennych. Parafia odrodziła się po zwróceniu kościoła wiernym, co nastąpiło po upadku ZSRS. 
W 2009 w kościele św. Stanisława ustanowiono sanktuarium Matki Bożej Trzykroć Przedziwnej - pierwsze oficjalnie ustanowione sanktuarium maryjne we współczesnej Rosji. 